# والدس توبیر
آلخاندرو انریکه والدس توبیر (انگلیسی: Alejandro Enrique Valdés Tobier؛ زادهٔ ۱۸ نوامبر ۱۹۸۸) یک کشتی‌گیر اهل کوبا است.
از افتخارات وی می‌توان به کسب دو مدال برنز وزن ۶۵ کیلوگرم در مسابقات قهرمانی کشتی جهان ۲۰۱۷ و مسابقات قهرمانی کشتی جهان ۲۰۱۸ اشاره کرد. وی سابقه حضور درالمپیک ۲۰۱۶ ریو و المپیک ۲۰۲۰ توکیو و المپیک ۲۰۲۴ پاریس را دارد.

## المپیک ۲۰۱۶ ریو
والدس در سال ۲۰۱۶ میلادی در المپیک ۲۰۱۶ ریو در وزن ۶۵ کیلو حاضر بود که در دور اول مصطفی کایا از ترکیه را شکست داد اما در دور بعد از سوسلان رامونوف کشتی‌گیر روسی شکست خورد و با توجه به حضور این کشتی‌گیر در فینال، به دیدار شانس مجدد رفت. او در اولین مسابقه شانس مجدد به هایسلان گارسیا از کانادا باخت و از دور رقابت‌ها کنار رفت.

## مسابقات قهرمانی کشتی جهان ۲۰۱۷
والدس در وزن ۶۵ کیلو مسابقات قهرمانی کشتی آزاد جهان ۲۰۱۷ پاریس حاضر بود که در دورهای اول تا سوم نوربرت لوکاچ از مجارستان، ماکسیم فیگوئت از فرانسه و فرانکلین گومز از پورتوریکو را شکست داد اما در نیمه نهایی به ماگومدمراد گادژیف از لهستان شکست خورد و به دیدار رده‌بندی رفت. وی در دیدار رده‌بندی عظمت نوریکائو کشتی‌گیر بلاروسی را شکست داد و مدال برنز وزن ۶۵ کیلوگرم را بدست آورد.

## مسابقات قهرمانی کشتی جهان ۲۰۱۸
توبیر در وزن ۶۵ کیلوگرم کشتی آزاد مسابقات قهرمانی کشتی جهان ۲۰۱۸ بوداپست حاضر بود که در مسابقه های اول تا سوم حاجی علی‌اف از آذربایجان، دولت نیازبکوف از قزاقستان و نوریان اسکرابین از بلاروس را شکست داد اما در نیمه نهایی به باجرانگ پونیا از هند باخت و به دیدار رده‌بندی رفت. وی در دیدار رده‌بندی لی سیونگ-چول از کره جنوبی را شکست داد و مدال برنز وزن ۶۵ کیلوگرم را بدست آورد.